# سالانتي
سالانتي (بالإنجليزية: Salantai) هي منطقة سكنية تقع في ليتوانيا في Kretinga district municipality. يقدر عدد سكانها بـ 1,887 نسمة .